# Acronicta amicora
Acronicta amicora är en fjärilsart som beskrevs av Smith 1911. Acronicta amicora ingår i släktet Acronicta och familjen nattflyn. Inga underarter finns listade i Catalogue of Life.